# Morgan Hurd
Morgan Elizabeth Hurd (Wuzhou (China), 18 juli 2001) is een Amerikaanse gymnaste. Ze is wereldkampioene all-around in 2017 en behaalde dat jaar ook zilver op de balk, in 2018 behaalde ze brons op de all-around en werd wereldkampioen met het Amerikaanse team.

## Palmares

### Junior
| Year | Event                      | Team | AA    |    |        |      |      |
| ---- | -------------------------- | ---- | ----- | -- | ------ | ---- | ---- |
| 2014 | Nastia Liukin Cup          |      | 14    | 14 | 12     | 15   | 10   |
| 2014 | American Classic           |      | 8     | 14 | 13     | 13   | 13   |
| 2014 | U.S. Classic               |      | 18    | 29 | 31     | 15   | 13   |
| 2014 | P&G Championships          |      | 29    | 24 | 23     | 24   | 28   |
| 2015 | Buckeye Elite Qualifier    |      | 4     | 13 | 8      | Goud | 11   |
| 2015 | WOGA Classic               |      | 7     | 8  | 7      | Goud | 7    |
| 2015 | American Classic           |      | Brons | 21 | Goud   | Goud | 5    |
| 2015 | U.S. Classic               |      | 9     | 26 | Zilver | 9    | 17   |
| 2015 | P&G National Championships |      | 8     | 19 | 4      | 13   | 7    |
| 2016 | American Classic           |      | Goud  | 4  | Zilver | 5    | 4    |
| 2016 | U.S. Classic               |      | 5     | 9  | Zilver | 26   | Goud |
| 2016 | P&G National Championships |      | 5     | 7  | Brons  | 16   | 9    |

### Senior
| Year | Event                       | Team | AA     |   |       |        |        |
| ---- | --------------------------- | ---- | ------ | - | ----- | ------ | ------ |
| 2017 | Stuttgart World Cup         |      | Brons  |   |       |        |        |
| 2017 | City of Jesolo Trophy       | Goud | 10     |   |       |        |        |
| 2017 | U.S. Classic                |      |        |   |       | 6      | Zilver |
| 2017 | P&G National Championships  |      | 6      |   | 8     | 5      | 10     |
| 2017 | Wereldkampioenschap         |      | Goud   |   |       | Zilver |        |
| 2018 | American Cup                |      | Goud   |   |       |        |        |
| 2018 | Pacific Rim Championships   | Goud | Zilver |   | WD    |        | WD     |
| 2018 | U.S. Classic                |      | Brons  |   | Brons | 7      | Brons  |
| 2018 | U.S. National Championships |      | Zilver |   | Brons | 4      | Brons  |
| 2018 | Worlds Team Selection Camp  |      | 4      | 5 | 4     | 6      | 7      |
| 2018 | Wereldkampioenschap         | Goud | Brons  |   |       |        |        |

1934: Vlasta Děkanová ·
1938: Vlasta Děkanová ·
1950: Helena Rakoczy ·
1954: Galina Sjamrai ·
1958: Larissa Latynina ·
1962: Larissa Latynina ·
1966: Věra Čáslavská ·
1970: Ljoedmila Toerisjtsjeva ·
1974: Ljoedmila Toerisjtsjeva ·
1978: Jelena Moechina ·
1979: Nelli Kim ·
1981: Olga Bicherova ·
1983: Natalia Yurchenko ·
1985: Jelena Sjoesjoenova / Oksana Omelianchik ·
1987: Aurelia Dobre ·
1989: Svetlana Boginskaja ·
1991: Kim Zmeskal ·
1993: Shannon Miller ·
1994: Shannon Miller ·
1995: Lilija Podkopajeva ·
1997: Svetlana Chorkina ·
1999: Maria Olaru ·
2001: Svetlana Chorkina ·
2002: Svetlana Chorkina ·
2003: Svetlana Chorkina ·
2005: Chellsie Memmel ·
2006: Vanessa Ferrari ·
2007: Shawn Johnson ·
2009: Bridget Sloan ·
2010: Alia Moestafina ·
2011: Jordyn Wieber ·
2013: Simone Biles ·
2014: Simone Biles ·
2015: Simone Biles ·
2017: Morgan Hurd ·
2018: Simone Biles ·
2019: Simone Biles ·
2021: Angelina Melnikova ·
2022: Rebeca Andrade ·
2023: Simone Biles
1934: Bajerová, Děkanová, Foltová, Hajková, Jarusková, Veřmířovská ·
1938: Bajerová, Dekanová, Dobešová, Foltová, Hajková, Jarusková, Pálfyová, Veřmířovská ·
1950: Berggren, Blomberg, Lindberg, Ljungström, Nordin, A.-S. Pettersson, G. Pettersson, Sandahl ·
1954: Botsjarova, Danilova, Gorochovskaja, Latynina, Manina, Moeratova, Roedko, Sjarabidze ·
1958: Astachova, Borisova, Ivanova,  Latynina, Manina, Moeratova ·
1962: Astachova, Ivanova, Latynina, Manina, Moeratova, Pervoesjina ·
1966: Čáslavská, Košťálová, Krajčírová, Kubičková, Řimnáčová, Sedláčková ·
1970: Boerda, Karasjova, Lazakovitsj, Petrik, Toerisjtsjeva, Voronina ·
1974: Dronova, Kim, Korboet, Saadi, Sicharoelidze, Toerisjtsjeva ·
1978: Agapova, Arzjannikova, Filatova, Kim, Moechina, Sjaposjnikova ·
1979: Comăneci, Dunca, Eberle, Ruhn, Turner, Vlădărău ·
1981: Bitsjerova, Davydova, Filatova, Ilenko, Polevaja, Zacharova ·
1983: Bitsjerova, Frolova, Ilenko, Mostepanova, Sjisjova, Joertsjenko ·
1985: Baraksanova, Kolesnikova, Mostepanova, Omeljantsjyk, Sjoesjoenova, Joertsjenko ·
1987: Dobre, Golea, Popa, Silivaș, Szabo, Voinea ·
1989: Baitova, Boginskaja, Doednyk, Lasjtsjenova, Sazonenkova, Strazjeva ·
1991: Boginskaja, Tsjoesovitina, Galijeva, Goetsoe, Kalinina, Lysenko ·
1994: Amânar, Gogean, Hațegan, Loaieș, Mărănducă, Miloșovici, Presăcan ·
1995: Amânar, Cacovean, Gogean, Hategan, Marinescu, Miloșovici, Presăcan ·
1997: Amânar, Gogean, Marinescu, Presăcan, Țugurlan, Ungureanu ·
1999: Amânar, Boboc, Isărescu, Olaru, Răducan, Ungureanu ·
2001: Boboc, Cojocar, Ionescu, Răducan, Stroescu, Ulmeanu ·
2003: Humphrey, Kupets, Memmel, Patterson, Schwikert, Vise ·
2006: Fei, Ning, Ya, Panpan, Nan, Zhuoru ·
2007: Hong, Johnson, Liukin, Peszek, Sacramone, Worley ·
2010: Afanasjeva, Dementeva, Koerbatova, Moestafina, Nabiëva, Semenova ·
2011: Douglas, Maroney, Raisman, Sacramone, Vega, Wieber ·
2014: Baumann, Biles, Desch, Kocian, Locklear, Ross, Skinner ·
2015: Biles, Douglas, Dowel, Kochian, Nichols, Raisman, Skinner ·
2018: Biles, Eaker, Hurd, McCallum, McCusker, Smith · 
2019: Biles, Carey, Eaker, Lee, McCallum · 
2022: Chiles, Jones, Carey, Wong, Blakely
· 2023: Biles, Blakely, Jones, Roberson, Wong